# Razonamiento por analogía
El razonamiento por analogía es un tipo especial de razonamiento inductivo según el cual se utilizan similitudes perceptibles como base para inferir alguna otra similitud que aún no se puede percibir. El razonamiento analógico es uno de los métodos más comunes por los que los seres humanos tratan de entender el mundo y tomar decisiones. Cuando una persona tiene una mala experiencia con un producto y decide no comprar nada más del mismo fabricante, a menudo se trata de un caso de razonamiento analógico. También está implícito en gran parte de la ciencia; por ejemplo, los experimentos con ratones de laboratorio por lo general parten de la base de que algunas semejanzas fisiológicas entre los ratones y los seres humanos implican alguna otra similitud (p. ej., posibles reacciones a un medicamento).

## Características del razonamiento por analogía
Similitudes perceptibles: El razonamiento por analogía se basa en identificar similitudes visibles o conocidas entre dos o más elementos. Estas similitudes se usan como base para hacer inferencias sobre otras características que aún no se han observado.
Base inductiva: Aunque es un tipo de razonamiento inductivo, no proporciona certezas absolutas. Las conclusiones obtenidas mediante el razonamiento analógico son probables pero no necesarias.
Utilidad en la vida cotidiana: Este tipo de razonamiento es frecuente en la toma de decisiones diaria. Por ejemplo, si alguien tiene una experiencia negativa con un producto, podría inferir que otros productos del mismo fabricante también serán deficientes.
Aplicación científica: El razonamiento analógico es común en la investigación científica. Por ejemplo, se realizan experimentos en animales con la suposición de que las similitudes fisiológicas con los humanos pueden llevar a reacciones similares a medicamentos.
Evaluación de la firmeza: La validez del razonamiento por analogía depende de varios factores, incluyendo la relevancia de las similitudes conocidas, el grado de semejanza entre los elementos comparados y la cantidad y variedad de casos considerados.

## Estructura
El proceso de inferencia por analogía conlleva darse cuenta de las propiedades comunes de dos o más cosas y, partiendo de esta base, inferir que también comparten alguna propiedad más.

La estructura o forma, se puede generalizar así:

P y Q son similares respecto a las propiedades a, b y c.

Se ha observado que P tiene otra propiedad x.

Por lo tanto, Q posiblemente también tiene la propiedad x.

Por supuesto, este razonamiento no afirma que las dos cosas sean idénticas, solo que son parecidas, y puede proporcionarnos pruebas fehacientes de la conclusión, pero esta conclusión no es producto de una cuestión de necesidad lógica. Determinar la firmeza del razonamiento requiere tener en cuenta algo más que la forma: el contenido también debe ser objeto de examen.

## Análisis de los razonamientos por analogía

### Firmeza de una analogía
Hay varios factores que afectan a la firmeza del razonamiento por analogía:
- La relevancia (positiva o negativa) que tienen las similitudes que se conocen para la similitud inferida en la conclusión.
- El grado de similitud (o diferencia) relevante entre los dos objetos.
- La cantidad y la variedad de casos que forman la base de la analogía.

### Contraargumentos
Se puede refutar los razonamientos por analogía aludiendo a la falta de analogía, una analogía contraria o señalando las consecuencias no intencionadas del mismo. Con el fin de entender cómo se puede abordar el análisis de un razonamiento por analogía, consideremos el argumento teleológico y las críticas a esta tesis defendidas por el filósofo David Hume.
De acuerdo con el razonamiento analógico del argumento teleológico, sería ridículo pensar que un objeto complejo, como un reloj, es producto de un proceso aleatorio. Puesto que no tenemos ningún problema en inferir que tales objetos deben haber tenido un diseñador inteligente que los creó con un propósito, debemos deducir la misma conclusión para otro objeto complejo y aparentemente diseñado: el universo.
Hume defendía que el universo y un reloj tienen muchas diferencias relevantes; por ejemplo, a menudo el universo es muy caótico y aleatorio. Esta es la estrategia de la «falta de analogía»: al igual que la cantidad y la variedad de similitudes relevantes entre dos objetos fortalece una conclusión analógica, también la cantidad y la variedad de diferencias relevantes la debilitan. Para emplear una «analogía contraria», Hume sostenía que algunos objetos de la naturaleza parecen tener orden y complejidad —los copos de nieve, por ejemplo—, pero no son el resultado de un control inteligente. Por último, Hume ofrece muchas posibles «consecuencias no intencionadas» del argumento; por ejemplo, dado que objetos como los relojes son a menudo el resultado del trabajo de un grupo de individuos, el razonamiento empleado por el argumento teleológico parecería apoyar el politeísmo.

## Falsa analogía
Una falsa analogía es un ejemplo defectuoso del razonamiento por analogía.
Un razonamiento por analogía se debilita si es inconsistente en cualquiera de los aspectos anteriores. El término «falsa analogía» viene del filósofo John Stuart Mill, que fue uno de los primeros en realizar un examen detallado del razonamiento analógico. Uno de los ejemplos de Mill consistía en inferir que una persona es perezosa por la observación de que su hermano o hermana lo es. Según Mill, tener los mismos padres no es tan relevante para la característica de la pereza.

### Ejemplos
Un ejemplo básico: «El modelo del sistema solar es similar al de un átomo, con los planetas orbitando alrededor del sol como los electrones alrededor del núcleo. Los electrones pueden saltar de una órbita a otra, por lo que deberíamos estudiar antiguos documentos sobre avistamientos de planetas saltando de una órbita a otra».
Otro ejemplo es:
Persona A: «Creo que la gente puede tener afecto por su patrimonio cultural».
Persona B: «¡Eres igual que Hitler!»
En el ejemplo anterior, la persona B ha evadido una discusión razonada invalidando a la persona A por una asociación irrelevante con una idea que utilizó Hitler. Por supuesto, ninguna persona es igual a otra hasta el punto de que sus propuestas puedan ser desacreditadas por una mera referencia a esa otra persona. Es una forma de argumento ad hominem: atacar al mensajero en vez del mensaje. El ejemplo anterior es también un ejemplo de reductio ad Hitlerum y, en un contexto en línea, refleja la ley de Godwin.